# Emil Koch (Maler)
Emil Koch (* 28. Juli 1902 in Gießen; † 19. Januar 1975 in Leipzig) war ein deutscher Maler und Grafiker.

## Leben und Werk
Koch machte nach Abschluss der Volksschule in Gießen eine Ausbildung zum Dekorationsmaler. Daneben absolvierte er einen Fernkurs der Berliner Mal- und Zeichenunterricht GmbH in der Malklasse der Gewerbeschule Gießen. 1923 ging er nach Leipzig. Dort besuchte er bei Hans Soltmann die Abendschule der Staatlichen Akademie für graphische Künste und Buchgewerbe. Von 1924 bis 1930 studierte er an der Akademie. Seitdem war er u. a. mit dem Grafiker Herbert Hauwede (* 1912) befreundet. Danach arbeitete er als freischaffender Künstler. Er wurde Mitglied der Leipziger Ortsgruppe der Assoziation Revolutionärer bildender Künstler (ASSO). 1931 gründete er mit Fritz Kochan, einem Arbeiter und Schüler Alfred Franks, einen Zeichenzirkel für Arbeiter.
1934 wurde er von der Gestapo verhaftet und erhielt Berufsverbot. 1942 wurde Koch in die Ukraine dienstverpflichtet und dann in die Wehrmacht eingezogen, mit der er an der Westfront am Zweiten Weltkrieg teilnehmen musste.
Nach der Entlassung aus der Gefangenschaft arbeitete Koch als Mitglied des Verbands Bildender Künstler der DDR in Leipzig als Maler und Grafiker. Von bis 1953 bis 1957 war er Oberassistent für Naturstudien an der Hochschule für Grafik und Buchkunst, danach wieder freischaffend. Zu seinen Schülern gehörte u. a. Günter Richter, zu seinem Künstler-Freundeskreis Walter Bodenthal und Roland Frenzel. In den 1970er Jahren gehörte Koch zu den Leipziger Künstlern, die entgegen der gewünschten Konzeption statt des Aufbaus neuer Wohngebiete in seinen Bildern die historische Bausubstanz der Gründerzeit darstellte.
Koch hatte in der Sowjetischen Besatzungszone bzw. der DDR eine bedeutende Anzahl von Ausstellungen und Ausstellungsbeteiligungen u. a. an den Deutschen Kunstausstellungen bzw. Kunstausstellungen der DDR in Dresden 1949, 1953, 1962/1963 und 1972/1973.

## Werke (Auswahl)
- Jugend 1945 (Tafelbild, Leimfarbe; ausgestellt auf der Leipziger Kunstausstellung 1948 im Museum der Bildenden Künste)[2]
- Bauarbeiter (Tafelbild, Öl; ausgestellt 1953 auf der Dritten Deutschen Kunstausstellung)
- Beim Studium (Tafelbild, Öl, 1952; ausgestellt 1953 auf der Dritten Deutschen Kunstausstellung)
- Selbstporträt (Tafelbild, Öl; ausgestellt 1972/1973 auf der VII. Deutschen Kunstausstellung)[3]
- Winter in Schierke (Lithografie, 1970)[4]